# 増田辰良
増田 辰良（ますだ たつよし、1955年12月6日 - ）は、日本の経済学者。博士（経済学）（北海道大学・課程博士・1986年）。専門は、法と経済学、経済政策論、競争政策論、産業組織論。現在、北星学園大学経済学部教授。

## 略歴
徳島県生まれ。立命館大学経済学部卒業。山口大学大学院経済学研究科修士課程修了。1986年北海道大学大学院経済学研究科博士課程修了。同年、北海道大学経済学部助手。その後、北海道情報大学教養部専任講師、同教養部助教授、1996年同経営情報学部助教授。2002年北星学園大学経済学部教授。2021年北星学園大学経済学部嘱託教授。
この他、北海学園大学法学部非常勤講師も務めた。

## 著書
- 『独占禁止法の経済分析』（多賀出版、1997年）
- 『観光の文化経済学』（芙蓉書房出版、2000年）
- 『一次関数で学ぶ経済学』大学教育出版、2013年初版/2020年改訂版